# United States Merchant Marine

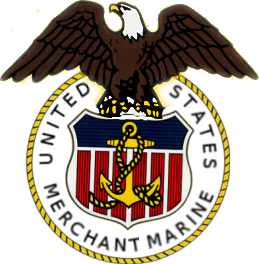
Abzeichen der United States Merchant Marine

Die United States Merchant Marine (USMS) wurde 1939 im Rahmen der Bestimmungen des 1936 vom US-Kongress beschlossenen Merchant Marine Act als US-Handelsmarine gegründet. Aufgabe dieser Organisation war es, Männer darauf vorzubereiten, als Offiziere und Besatzungsmitglieder in  Friedenszeiten auf zivilen Schiffen und im Verteidigungsfall auf Kriegsschiffen der United States Navy ihren Dienst zu tun.

## Ziele
Auf Plakaten und Werbepostern wurden Seeleute von der War Shipping Administration angeworben, die die U.S. Merchant Marine bilden sollten. Für Matrosen bzw. Seeleute mit Erfahrung betrug die Ausbildungszeit drei Monate, für sogenannte Neulinge sechs Monate. Die jungen Männer mussten ein Mindestalter von 19 Jahren haben. Man sah ihre Ausbildung als mitentscheidend dafür an, den Krieg gewinnen zu können. Es meldeten sich tausende junge Männer für die neue amerikanische Handelsflotte, die  unter den wachsamen Augen des entsprechenden Personals ausgebildet wurden, um dann entsprechend ihren Fähigkeiten eingesetzt werden zu können. Ihr Aufgabenbereich lag vor allem darin, Kriegsmaterial (Bomben, Munition, Waffen, Fahrzeuge, Flugzeuge, Benzin, aber auch Lebensmittel und andere Materialien) auf dem Seeweg an die Truppen zu liefern. So wurde es auch im Merchant Marine Act von 1936 festgeschrieben. Für die Landesverteidigung sei es erforderlich, dass die Vereinigten Staaten eine bestens ausgestattete Handelsmarine mit den besten und geeignetsten Schiffen hätten.
Die Organisation hatte die Aufgabe, die Entwicklung und Aufrechterhaltung einer angemessenen und ausgewogenen amerikanischen Handelsmarine sicherzustellen, um den Handel der Vereinigten Staaten zu fördern und so zur nationalen Verteidigung beizutragen.
Diese während des Zweiten Weltkrieges stark ausgelastete Organisation wurde inzwischen weitgehend aufgelöst und/oder in andere Bundesstellen integriert, teilweise waren/sind die Unteroffiziere auch weiterhin als Verwaltungsbeamte und Lehrer in ihrer Funktion, die sie in der  U.S. Merchant Marine Academy einnahmen, in  anderen maritimen Akademien tätig.

## Oscarnominierung
Die United States Merchant Marine wirkte an dem 1942 erstellten Dokumentarfilm A Ship Is Born mit und wurde für diese Produktion mit einer Nominierung für den Oscar in der Kategorie „Bester Dokumentarfilm“ bedacht.  Der Film wurde von Warner Bros. gedreht.  Der Oscar ging an folgende vier Dokumentarfilme: 
- Schlacht um Midway – U.S. Navy
- Kokoda Front Line! – Australian News and Information Bureau
- Moscow Strikes Back – Artkino Pictures
- Vorspiel zum Krieg – United States Office of War Information

Der Film ist public domain und kann im Internet Archive angeschaut werden.